# Bugrinha
Bugrinha é o título do romance do escritor brasileiro Afrânio Peixoto, publicado originalmente em 1922, pela editora Castilho, do Rio de Janeiro. Encerra uma trilogia de romances regionalistas do autor, junto a Maria Bonita (1914) e Fruta do Mato (1920), e que foram bastante criticados pelos modernistas.
Bugrinha foi, até 1950, o segundo livro do autor com maior tiragem de venda, com vinte e sete mil exemplares (atrás apenas de Fruta do Mato). A obra fez parte da coleção de livros de arte da Sociedade dos Cem Bibliófilos do Brasil, que reuniu os grandes autores do Brasil.

## Enredo
Ambientado na terra natal do autor, a história conta uma história trágica e amorosa entre a personagem-título e um jovem chamado Jorge. "A protagonista é descrita como uma moça de pele morena, cabelos e olhos muito negros. Era indócil e geniosa, indiferente à dor, resistente às dificuldades, insubmissa, às vezes caprichosa. Por isso, explica o autor, chamaram-lhe Bugrinha."

## Edições
A edição dos livros de arte dos "Cem Bibliófilos", que contavam com tiragens de cento e vinte exemplares entre os anos de 1944 e 1969,  teve "Bugrinha" como a quinta obra da série, e as ilustrações em litografia foram feitas por Heloisa de Faria. Teve a direção de Luiz Portinari e foi impressa na Gráfica de Artes, com vinte e cinco desenhos de Faria feitos em pedra que serviram de base para a litogravura realizada por Ennio Marques Ferreira.
O livro foi traduzido ao francês pelo conde Maurice de Périgny, explorador francês do começo do século XX e que se aventurou na tradução de obras da América Latina, havendo ainda vertido para aquele idioma "Fruta do Mato", em 1929. Teve, então, o título de Bugrinha. Romain Brésilien, e foi publicada em 1925 pela Librairie Pierre Roger. Essa tradução havia sido, antes, publicada na "revista parisiense La Vie des Peuples", numa tradução que fora "muito correta, elegante e fiel", como se noticiara em 1924.

## Crítica
João Ribeiro, já em 1922 falando do lançamento da obra que avaliava, registrou: "Morre-se de amor e por amor, todos os dias. E esse e o tema de todas as artes, porque é o sentido mais caprichoso e mais substancial da vida. “Bugrinha” ama com loucura, com a intensidade dos seres que “desaparecem sob outros, sem independência, sem nenhuma limitação do egoísmo”. Há vidas que assim nasceram para extinguir-se em superposição na identidade absoluta. Esse é o traço psicológico de maior beleza no livro." 

No mesmo ano, na revista Klaxon de agosto, o modernista Mário de Andrade assinalou: "Livro tristonho. Quando iniciará o Brasil a literatura da alegria? Páginas de amor e rusgas que não terminam mais. Para divertir o A. divide o assunto em dois. Há o amor de Jorge e Bugrinha e a anedota da festa do Divino. Mesmo dualismo da Esfinge. Mais ou menos também como em Fruta do Mato. O A. se repete. Não faz o mínimo esforço para progredir. Para quê? Já pertence à Academia — pináculo da ambição literária do país".
Numa crítica ao autor, em 1947, Agrippino Grieco, assinalou: "O sr. Afrânio Peixoto tem vacilado sempre entre o sertão e Botafogo, entre o violão e violino, entre Houbigant e o suor das axilas orvalhadas pelas danças sertanejas. Ora são uns ricaços que vão à Grécia admirar o Partenon, ora as cenas rústicas da “Bugrinha”, ora as festas diplomáticas em Petrópolis, ora os lances meio selvagens da “Fruta do Mato”. Vê-se que o romancista é um temperamento cheio de antíteses, ou antes, um escritor desservido por uma eterna bifurcação sentimental."

## Impacto cultural
O então embaixador francês no Brasil, Alexandre Conty, escreveu uma peça teatral dramática, em três atos, baseada no romance, como foi informado numa publicação, em 1924.
Seu enredo inspirou o filme Diamante Bruto, dirigido em 1979 por Orlando Senna e estrelado por José Wilker, e que contou com a participação dos moradores da cidade de Lençóis